# 2443 Tomeileen
2443 Tomeileen è un asteroide della fascia principale del diametro medio di circa 30,89 km. Scoperto nel 1906, presenta un'orbita caratterizzata da un semiasse maggiore pari a 3,0047595 UA e da un'eccentricità di 0,0596164, inclinata di 11,45357° rispetto all'eclittica.